# Burundi címere

Burundi címere

Burundi címere egy sárga szegélyű vörös pajzs, amelyen egy párducfej látható. A pajzs mögött három fehér dárda található, alatta fehér szalagon pedig az ország mottója olvasható: „Unité, Travail, Progrès” (Egység, munka, haladás).